# Pteroceras vriesii
Pteroceras vriesii är en orkidéart som först beskrevs av Henry Nicholas Ridley, och fick sitt nu gällande namn av Leslie Andrew Garay. Pteroceras vriesii ingår i släktet Pteroceras och familjen orkidéer. Inga underarter finns listade i Catalogue of Life.